# Genaro García Luna

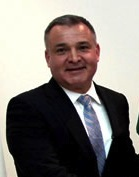
Genaro García Luna

Genaro García Luna (Mexico-Stad, 10 juli 1968) is een Mexicaans politicus. Van 2006 tot 2012 was hij minister van publieke veiligheid.
García Luna is afgestudeerd als ingenieur aan de Autonome Metropolitaanse Universiteit (UAM) en werkte van 1989 tot 1998 bij de Mexicaanse geheime dienst, van 1998 tot 2000 als algemeen coördinator van de Federale Preventieve Politie (PFP) en vanaf 2000 als algemeen directeur planning en operatie van de Federale Onderzoekdienst. Op 1 december 2006 werd hij door president Felipe Calderón benoemd tot minister.

## In opspraak
Op 20 november 2008 kwam García Luna in opspraak nadat vijf van zijn naaste medewerkers werden gearresteerd wegens banden met Mexico's drugskartels. Volgens president Calderón was er echter geen reden om te twijfelen aan de integriteit van García Luna zelf. Minister van defensie Guillermo Galván Galván is een verklaard criticus van García Luna en heeft foto's gepresenteerd waarin hij samen met leden van het Sinaloakartel te zien zou zijn. García Luna is ook in opspraak gekomen door de zaak-Florence Cassez, een Française die in 2005 is gearresteerd wegens ontvoering in een raid geleid door García Luna en tot zestig jaar gevangenisstraf is veroordeeld, terwijl er aanwijzingen zijn dat zij onschuldig zou zijn geweest. In december 2019 werd García Luna opgepakt in de VS vanwege hulp aan het Sinaloakartel. In 2023 werd hij veroordeeld.